# Сен-Дідьє-де-Форман
Сен-Дідьє́-де-Форма́н (фр. Saint-Didier-de-Formans) — муніципалітет у Франції, у регіоні Овернь-Рона-Альпи, департамент Ен. Населення — 2141 особа (01.01.2021).
Муніципалітет розташований на відстані близько 370 км на південний схід від Парижа, 23 км на північ від Ліона, 45 км на південний захід від Бург-ан-Бресса.

## Історія
До 2015 року муніципалітет перебував у складі регіону Рона-Альпи. Від 1 січня 2016 року належить до нового об'єднаного регіону Овернь-Рона-Альпи.

## Демографія
Динаміка населення (Cassini ):
Розподіл населення за віком та статтю (2006):
| Стать | Всього | До 15 років | 15-24 | 25-44 | 45-64 | 65-85 | Понад 85 |
| --- | ------ | ----------- | ----- | ----- | ----- | ----- | -------- |
| Чоловіки | 884    | 208         | 108   | 240   | 256   | 68    | 4        |
| Жінки | 880    | 228         | 88    | 248   | 240   | 72    | 4        |
| \| Статево-вікова піраміда \| Статево-вікова піраміда \| Статево-вікова піраміда \| \| ----------------------- \| ----------------------- \| ----------------------- \| \| Чоловіки \| Вік \| Жінки \| \| 4 \| 85 + \| 4 \| \| 0 \| 80-84 \| 12 \| \| 12 \| 75-79 \| 12 \| \| 32 \| 70-74 \| 16 \| \| 24 \| 65-69 \| 32 \| \| 32 \| 60-64 \| 28 \| \| 60 \| 55-59 \| 72 \| \| 72 \| 50-54 \| 88 \| \| 92 \| 45-49 \| 52 \| \| 92 \| 40-44 \| 96 \| \| 88 \| 35-39 \| 92 \| \| 40 \| 30-34 \| 32 \| \| 20 \| 25-29 \| 28 \| \| 32 \| 20-24 \| 40 \| \| 76 \| 15-20 \| 48 \| \| 72 \| 10-14 \| 72 \| \| 64 \| 5-9 \| 92 \| \| 72 \| 0-4 \| 64 \| |        |             |       |       |       |       |          |
| Статево-вікова піраміда |        |             |       |       |       |       |          |
| Чоловіки | Вік    | Жінки       |       |       |       |       |          |
| 4 | 85 +   | 4           |       |       |       |       |          |
| 0 | 80-84  | 12          |       |       |       |       |          |
| 12 | 75-79  | 12          |       |       |       |       |          |
| 32 | 70-74  | 16          |       |       |       |       |          |
| 24 | 65-69  | 32          |       |       |       |       |          |
| 32 | 60-64  | 28          |       |       |       |       |          |
| 60 | 55-59  | 72          |       |       |       |       |          |
| 72 | 50-54  | 88          |       |       |       |       |          |
| 92 | 45-49  | 52          |       |       |       |       |          |
| 92 | 40-44  | 96          |       |       |       |       |          |
| 88 | 35-39  | 92          |       |       |       |       |          |
| 40 | 30-34  | 32          |       |       |       |       |          |
| 20 | 25-29  | 28          |       |       |       |       |          |
| 32 | 20-24  | 40          |       |       |       |       |          |
| 76 | 15-20  | 48          |       |       |       |       |          |
| 72 | 10-14  | 72          |       |       |       |       |          |
| 64 | 5-9    | 92          |       |       |       |       |          |
| 72 | 0-4    | 64          |       |       |       |       |          |

## Персоналії
- Марк Блок — французький історик, розстріляний нацистами в Сен-Дідьє-де-Форман.

## Економіка
2010 року серед 1220 осіб працездатного віку (15—64 років) 889 були активними, 331 — неактивною (показник активності 72,9%, у 1999 році було 73,4%). З 889 активних мешканців працювало 829 осіб (449 чоловіків та 380 жінок), безробітними було 60 (29 чоловіків та 31 жінка). Серед 331 неактивної 129 осіб було учнями чи студентами, 122 — пенсіонерами, 80 були неактивними з інших причин.

У 2010 році в муніципалітеті числилось 661 оподатковане домогосподарство, у яких проживали 1847,0 особи, медіана доходів виносила 25 083 євро на одного особоспоживача